# Vaaldijpluimbroekje
Het vaaldijpluimbroekje (Haplophaedia assimilis) is een vogel uit de familie Trochilidae (kolibries).

## Verspreiding en leefgebied
Deze soort komt voor in Peru en Bolivia en telt twee ondersoorten:
- H. a. affinis: noordelijk en centraal Peru.
- H. a. assimilis: zuidoostelijk Peru en westelijk Bolivia.